# Josef Plachutta

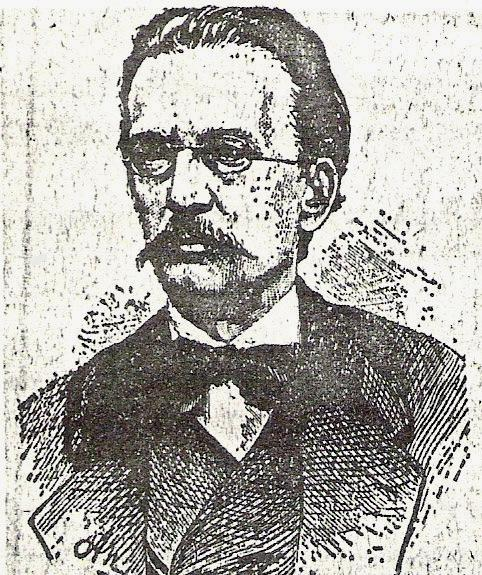
Josef Plachutta 1875

Josef Plachutta, auch Josip Plachutta, Josip Plahuta, (* 13. Mai 1827 in Zadar, Kaisertum Österreich, heute Kroatien; † 22. Juli 1883 in Przemyśl) war ein Schachkomponist.

## Leben
Plachuttas Eltern waren slowenische Lehrer und stammten aus Gorica. Er arbeitete als Staatsbeamter bei den österreichischen Genietruppen, zunächst in Zadar, später unter anderem in Innsbruck, Udine, Olmütz und ab 1881 in Peterwardein. Dort wurde er 1882 Militär-Bauverwalter.

## Schachkomposition
Sein Name ist durch ein Thema der Schachkomposition, nämlich die nach ihm benannte Plachutta-Verstellung, bis heute geläufig geblieben. Johannes Kohtz und Carl Kockelkorn führten dieses Thema in ihrem Werk „Das Indische Problem“ auf eine Komposition Plachuttas zurück und gaben ihr den Namen „Plachutta’s Durchschnittspunkt“. Es handelt sich um eine Schnittpunktkombination, bei der die Wirkungslinien zweier gleichschrittiger schwarzer Figuren in ihrem Schnittpunkt durch einen weißen Opferstein verstellt werden.
Hier das Stammproblem, also der „Ur-Plachutta“:
|   | a | b | c | d | e | f | g | h |   |
| 8 |   |   |   |   |   |   |   |   | 8 |
| 7 |   |   |   |   |   |   |   |   | 7 |
| 6 |   |   |   |   |   |   |   |   | 6 |
| 5 |   |   |   |   |   |   |   |   | 5 |
| 4 |   |   |   |   |   |   |   |   | 4 |
| 3 |   |   |   |   |   |   |   |   | 3 |
| 2 |   |   |   |   |   |   |   |   | 2 |
| 1 |   |   |   |   |   |   |   |   | 1 |
|   | a | b | c | d | e | f | g | h |   |

Lösung:

1. Df3! droht dreifach 2. d4, Dxf6, Lxf6 matt.

1. … Sxc5 2. Tg7!!

Das typische Plachutta-Opfer droht gleichzeitig 3. Dg3 und 3. Lc7 matt

2. … Tgxg7 3. Lc7+ Txc7 4. Dg3 matt

2. … Thxg7 3. Dg3+ Txg3 4. Lc7 matt

sowie außerthematisch 2. … Kd6 3. e5+ Lxe5, Kxe5 4. Lc7 matt und 2. … Sxe4 3. Dxe4+ Kd6 4. Lc7 matt
Im Unterschied zum Nowotny ist für einen Plachutta mindestens ein Dreizüger nötig, wie aus dem Lösungsverlauf klar ersichtlich; die Türme stehen sich zwar gegenseitig im Weg, doch muss der im Schnittpunkt befindliche Turm erst weggelenkt werden.
In dem Problemturnier von London 1862, das parallel zum Londoner Schachturnier von der British Chess Association anlässlich einer Londoner Industrieausstellung veranstaltet wurde, erhielt Plachutta den zweiten Preis in der Abteilung für direkte Matts.
Insgesamt komponierte Plachutta etwa 300 Schachaufgaben.

## Weblink
- Einige Kompositionen von Josef Plachutta auf dem PDB-Server